# Alqueidão da Serra
Pour les articles homonymes, voir Alqueidão.
Alqueidão da Serra est une freguesia portugaise située dans le District de Leiria.
Avec une superficie de 21,27 km2 et une population de 1 775 habitants (2011), la freguesia possède une densité de 82,5 hab./km2.